# Kent County (Rhode Island)
Kent County ist ein County im Bundesstaat Rhode Island der Vereinigten Staaten. Im Jahr 2020 hatte das County 170.363 Einwohner und eine Bevölkerungsdichte von 386 Einwohnern pro Quadratkilometer. Der Verwaltungssitz (County Seat) ist East Greenwich.

## Geographie
Das County hat eine Fläche von 487 Quadratkilometern, wovon 46 Quadratkilometer Wasserfläche sind. Es grenzt im Uhrzeigersinn an folgende Countys: Providence County, Bristol County, Washington County, New London County und Windham County.

## Geschichte
Kent County wurde am 11. Juni 1750 aus Teilen von Providence County gegründet und nach der englischen Grafschaft Kent benannt.

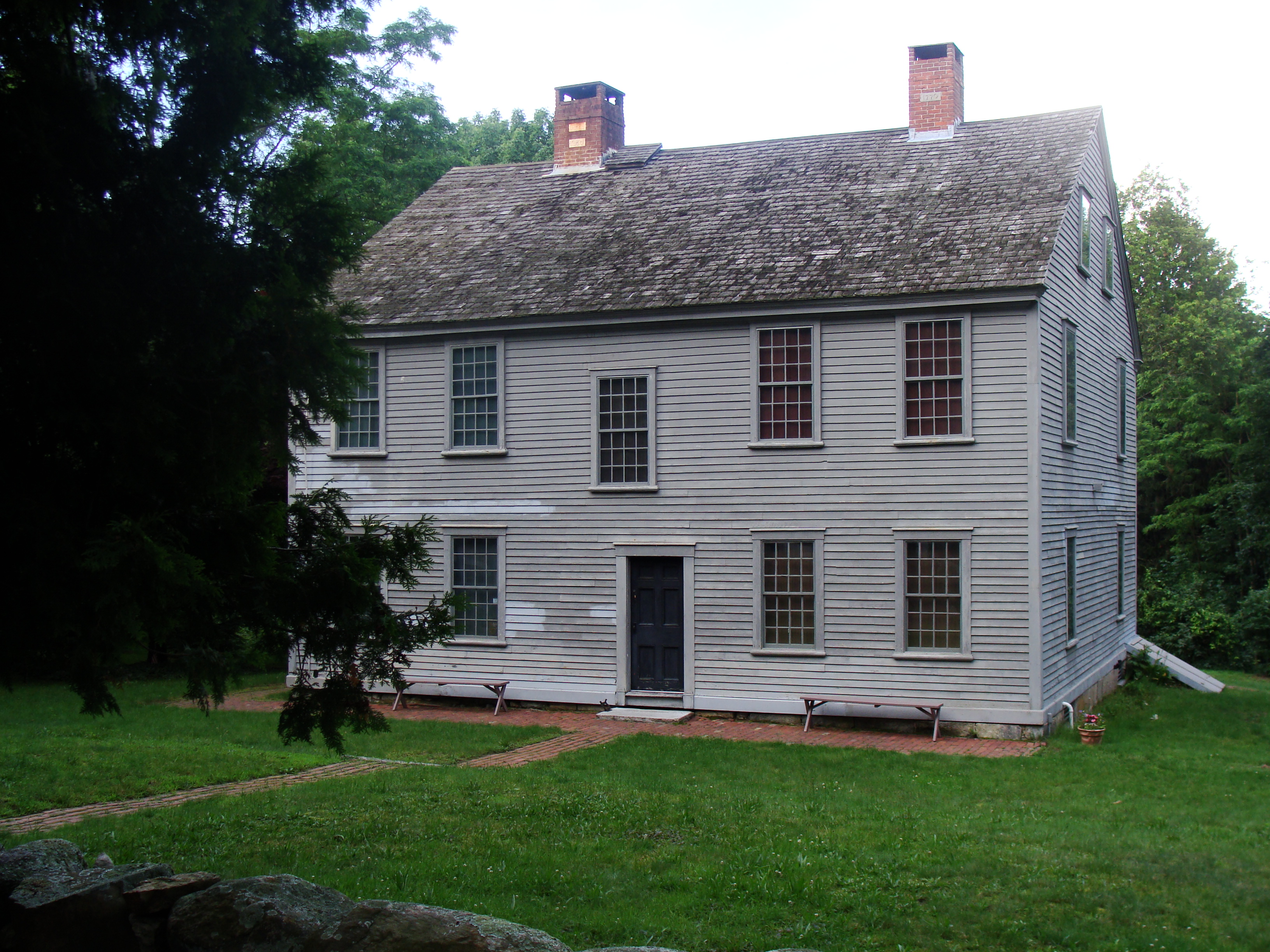
General Nathanael Greene Homestead (2009)

Ein Ort im County hat den Status einer National Historic Landmark, die General Nathanael Greene Homestead. 80 Bauwerke und Stätten des Countys sind im National Register of Historic Places (NRHP) eingetragen (Stand 25. Juli 2018).

## Demographie
Laut der Volkszählung im Jahr 2000 lebten im Kent County 167.090 Einwohner in 67.320 Haushalten und 44.969 Familien. Die Bevölkerung setzte sich aus 95,54 Prozent Weißen, 0,93 Prozent Afroamerikanern und 1,34 Prozent Asiaten zusammen. 1,69 Prozent der Bevölkerung waren spanischer oder lateinamerikanischer Abstammung. Das Prokopfeinkommen betrug 23.833 US-Dollar; 4,8 Prozent der Familien sowie 6,6 Prozent der Bevölkerung lebten unter der Armutsgrenze.

## Städte und Gemeinden
- Coventry
- East Greenwich
- Warwick
- West Greenwich
- West Warwick